# Ipanema
Ipanema là khu đô thị ở phía nam thành phố Rio de Janeiro của Brasil, giữa Leblon và Arpoador. Bãi biển Ipanema đã được lưu danh trong bài hát Garota de Ipanema (Cô gái Ipanema), được sáng tác bởi Antonio Carlos Jobim và được trình bày bởi Jobim, João và Astrud Giberto, và cả Stan Getz. Bài hát này đã đứng ở top 5 trong bảng xếp hạng âm nhạc Mĩ mùa hè năm 1964.

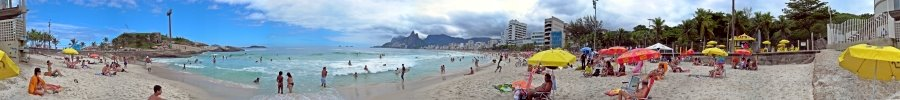
Bãi biển

## Lịch sử
Hầu hết những vùng đất thuộc Ipanema ngày nay đã từng là lãnh địa của Bá tước José Antonio Moreira Filho.